# Farnborough (Berkshire)
Farnborough – wieś w Anglii, w hrabstwie ceremonialnym Berkshire, w dystrykcie (unitary authority) West Berkshire. Leży 30 km na zachód od centrum miasta Reading i 87 km na zachód od centrum Londynu.